# Mes universités

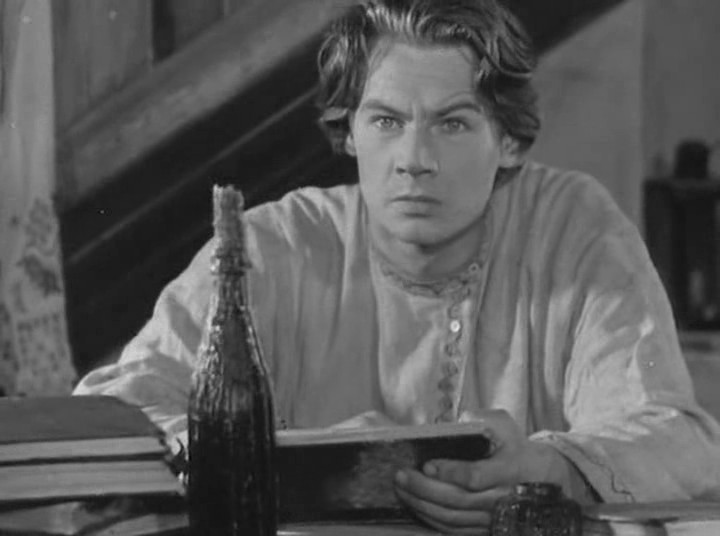
Capture d'écran du film soviétique de 1940 Mes Universités (Мои университеты) basé sur l'autobiographie de Maxim Gorky.

Mes universités (en russe : Мои университеты) est un film soviétique réalisé par Marc Donskoï en 1939 et inspiré de l'Autobiographie de Maxime Gorki.

## Synopsis
On retrouve Aleksei Pechkov à Kazan, dans le pittoresque et misérable quartier de Maroussovka où, logé dans le galetas de Gouri Pletnev, il étudie en vue d'entrer à l'université. Mais son hôte qui fait partie d'un réseau d'opposants au tsar est surveillé par la police et notamment par Nikiforytch. Lorsque Piotr Odnouroukov est arrêté, Gouri Pletnev, menacé, abandonne son appartement et Maximovitch doit déménager.
Il se retrouve à la rue et fortuitement permet à Vaska Gratch d'échapper à la police qui le poursuit. Cette circonstance lui permet d'être intégré à un groupe de « dockers » qui attend dans un abri de fortune posé au bord de la Volga que le travail se présente.
Il arrive avec les appels au secours d'un marinier qui doit sauver sa cargaison d'un naufrage. À cette occasion, Alekseï découvre la rage et la joie que procure le travail à ses compagnons de misère.
Mais il doit à nouveau chercher un emploi et arrive chez Vassili Semenov qui sous son physique rondouillard, son air bonhomme et ses manières excentriques, est un patron boulanger redoutable, campé avec maestria par Stépan Kaioukov, qui dispense toute son affection à ses cochons et évacue le reste à ses employés. Il est secondé par Egor, une brute épaisse.
Alekseï est embauché dans l'atelier de la boulangerie où il est mal accueilli, mais il est tout de suite adopté par un jeune mitron, Iachka. Tout en travaillant, il arrive petit à petit à se faire accepter par ses collègues et leur lit des œuvres qui semblent hostiles au boulanger. Mais il ne se laisse pas faire et devient même contremaître. Ce travail harassant ne l'empêche pas de participer à des réunions clandestines malgré une tentative de Nikiforytch pour le récupérer. C'est dans cet état d'esprit qu'il en vient à affronter son chef, ce qui réveille quelque peu la fierté de ceux qui travaillent avec lui et même à s'opposer à Semenov qui en arrive à le craindre car on publie de ses articles dans la presse. La contestation existe aussi à l'université, mais il ne peut y prendre part et Gouri Alexandrovitch Pletnev est arrêté.
Démoralisé par l'arrestation de son ami, ne pouvant prendre part au mouvement étudiant, ayant des collègues de travail divisés et résignés malgré les apparences et ne surmontant pas la mort de sa grand-mère, il se tire deux balles de revolver dans la poitrine. Il en réchappe et à l'hôpital, quatre mitrons et le gardien tartare viennent lui manifester leur amitié et leur joie de le savoir sauvé.
Guéri, il peut repartir par les vastes plaines russes en compagnie de moujiks et de leurs familles qui fuient la famine.

## Fiche technique
- Titre français : Mes universités
- Réalisateur : Marc Donskoï
- Assistant réalisateur : Rafaïl Perelstein
- Scénario : Marc Donskoï et Ilia Grouzdev, adapté de l'autobiographie éponyme de Maxime Gorki
- Photographie : Piotr Ermolov
- Son : Vladimir Dmitriev
- Décors : Ivan Stepanov
- Musique : Lev Schwartz
- Production : Soyuzdetfilm
- Pays d'origine : République socialiste fédérative soviétique de Russie
- Date de sortie :
  -  Union soviétique : 27 mars 1940
- Format : Noir et Blanc - 35 mm - spherical - 1,37:1 - Mono
- Genre : biographie, drame
- Durée : 97 minutes
- Restauré aux Studios Gorki en 1977
- Sous-titres français de Y. Zvantsova et de S. Kouzmitchev

## Distribution
- Pavel Springfeld : Vaska Gratchik
- V. Dantcheva : une femme
- Pavel Dojdev : Iachka, le jeune mitron
- Nikolaï Dorokhine : Ossip Chatounov
- Irina Fedotova : Macha
- Alexandre Grouzinski : Kouzine
- Stepan Kaïoukov : Vassili Semenov(itch)
- Vladimir Marouta : Romas
- Fiodor Odinokov : Melov
- Nikolaï Plotnikov : Nikiforytch
- M. Povolotski : l'étudiant
- Gotlib Roninson
- Daniil Sagal : Gouri Alexandrovitch Pletnev
- A. Smolko : Pachka, le tsigane
- Lev Sverdline : le tartare, gardien
- Mikhaïl Troïanovski : le professeur Stoudentski
- Nikolaï Valbert : Alekseï Maximovitch Pechkov
- K. Zioubko : le boulanger barbu

## Distinctions
- 1948 : À la 9e Mostra de Venise, Prix spécial des journalistes italiens pour les films L'enfance de Gorki, En gagnant mon pain et Mes universités.
- 1949 : Au Festival International du Film de Stockholm, premier prix pour la trilogie L'enfance de Gorki, En gagnant mon pain et Mes universités.
- 1955 : Au 11e Festival international du film d'Édimbourg, le prix Richard Winnington de 1954 pour la trilogie L'enfance de Gorki, En gagnant mon pain et Mes universités.

## Autour du film
- Beaucoup de renseignements figurant sur cette page ont été pris dans le DVD "Mes universités" édité par R.U.S.C.I.C.O.